# Бьявати, Амедео
Амедео Бьявати (итал. Amedeo Biavati; 4 апреля 1915, Болонья — 22 апреля 1979, Болонья) — итальянский футболист, играл на позиции крайнего полузащитника. Чемпион мира 1938 года. Изобратетель дриблинга под названием «двойной шаг», которым в последующие годы пользовались такие игроки, как Пеле, Роналдо, Роналдиньо и другие.

## Карьера
Амедео Бьявати начал карьеру в клубе «Болонья», дебютировав в «большом» футболе 21 мая 1933 года в матче против клуба «Казале», в котором он забил 2 гола, а его клуб победил 7:0, а через две недели, в своём втором матче, забил 2 гола в ворота «Милана», однако, несмотря на удачный дебют, Бьявати в первые два сезоне в клубе был лишь дублёром, заменяя игроков «основы» Раффаэле Сансоне и Бруно Маини. После двух сезонов в «Болонье», Бьявати перешёл в клуб серии В «Катания», в которой провёл 1 год. В 1935 году Бьявати вернулся в «Болонью», но целый сезон, по возвращении, вообще не выходил на поле, а клуб без него стал чемпионом Италии, прервав 5-летнюю гегемонию «Ювентуса». Однако, начиная с сезона 1936—1937, в котором Бьявати завоевал в составе клуба своё первое скудетто, он медленно подходил к завоеванию твёрдого места в основе болонской команды.
В 1938 году главный тренер сборной Италии Витторио Поццо взял Бьявати на чемпионат мира, где во втором туре первенства он дебютировал в футболке «Скуадры Адзурры» в матче с Францией, заменив в составе Пьетро Пазинати, а затем провёл все оставшиеся игры и стал чемпионом мира. В сезоне, последовавшим на мундиалем, Бьявати выиграл своё второе скудетто. В том же году он забил свой самый красивый гол в карьере в Милане 4 июня 1939 года в игре сборных Италии и Англии, обведя, сначала защитника и капитана британцев Эдди Хэпгуда, а затем голкипера англичан Вика Вудли, после чего спокойно закатил мяч в пустые ворота, получив поздравления не только от партнёров по команде, но и от соперников.
В 1941 году Бьявати выиграл свой 3-й титул чемпиона Италии, но затем его карьера прервалась второй мировой войной, после её окончания, Бьявати возобновил карьеру, но играл недолго и 1947 году решил «завязать» с футболом, тогда же он провёл свой последний матч за сборную Италии, 9 ноября 1947 года выйдя на поле с командой Австрии, которая разгромила итальянцев 5:1, это поражение стало первым и последним для Бьявати в составе национальной команды, а свой последний гол за сборную Бьявати забил 2 годами ранее, поразив ворота Швейцарии, в матче, завершившимся со счётом 4:4 (Бьявати забил гол, сравнянв счёт 2:2). А последний матч за клуб Бьявати отыграл 4 июля, где «Болонья» была разгромлена клубом «Дженоа» 2:7, а один из двух «голов престижа» забил сам Бьявати.
После завершения карьеры игрока, Бьявати работал тренером в «маленьких» клубах из городков Реджо-ди-Калабрия, Имола, Ситта ди Кастелло, Роверето и клубе «Либия», был журналистом, а потом вернулся в Болонью, но бывший игрок оказался не нужен клубу, отдавшему много лет команде, однако муниципалитет города нашёл Бьявати тихую работу служащим в отделе спортивного инвентаря.

## Достижения
- Обладатель Кубка Митропы: 1934
- Чемпион Италии: 1937, 1939, 1941
- Чемпион мира: 1938